# Scottish Premier Division 1984-1985
La Scottish Premier Division 1984-1985 è stata l'88ª edizione della massima serie del campionato scozzese di calcio, disputato tra l'11 agosto 1984 e l'11 maggio 1985 e concluso con la vittoria dell'Aberdeen, al suo quarto titolo, il secondo consecutivo. E' tutt'oggi l'ultima edizione della Premiership che abbia visto vincitrice una squadra diversa dalle giganti di Glasgow della Old Firm, ossia Celtic e Rangers.
Capocannoniere del torneo è stato Frank McDougall (Aberdeen) con 22 reti.

## Stagione

### Formula
Le 10 squadre si affrontarono in match di andata-ritorno-andata-ritorno, per un totale di 36 giornate.

## Stagione

### Avvenimenti
Vincendo le prime cinque gare, i campioni in carica dell'Aberdeen risultarono soli in testa già dopo tre gare e tentarono una prima fuga, inseguiti da Rangers e Celtic che, all'ottava giornata, risultavano ancora imbattute. Sconfiggendo i Dons la settimana successiva, il Celtic rimase l'unica squadra in serie positiva del torneo, arrivando ad agganciare la capolista alla dodicesima giornata.
Nel turno seguente, la prima sconfitta stagionale degli Hoops contro il Morton fanalino di coda permise ai Dons di prendere definitivamente il comando della classifica. Concluso l'anno solare con quattro punti di vantaggio sul Celtic, da marzo l'Aberdeen allungò gradualmente sui rivali, fino a ritrovarsi a due gare dalla fine con un distacco sufficiente per festeggiare in anticipo il quarto titolo.
La già programmata finale di coppa nazionale, fra due squadre già qualificate per la Coppa UEFA come il Celtic e il Dundee Utd estese, per il secondo anno consecutivo, la zona valida per l'accesso alle coppe europee: grazie ad un finale positivo, culminato con l'aggancio dei Rangers all'ultima giornata, il St. Mirren poté vincere la concorrenza del Dundee e unirsi ai finalisti perdenti di coppa nazionale del Dundee Utd, nonché ai Rangers stessi nella qualificazione alla terza competizione europea.
Retrocessero il Morton, che giaceva sul fondo già dall'undicesima giornata malgrado il punteggio pieno e il primo posto in coabitazione con l'Aberdeen dopo due gare e il Dumbarton, arresosi con un turno di anticipo a causa di un finale negativo, in cui perse il contatto con l'Hibernian.

## Classifica finale
Fonte:
|        | Pos. | Squadra    | Pt | G  | V  | N  | P  | GF | GS  | DR  |
| ------ | ---- | ---------- | -- | -- | -- | -- | -- | -- | --- | --- |
|        | 1.   | Aberdeen   | 59 | 36 | 27 | 5  | 4  | 89 | 26  | +63 |
| [ 15 ] | 2.   | Celtic     | 52 | 36 | 22 | 8  | 6  | 77 | 30  | +47 |
|        | 3.   | Dundee Utd | 47 | 36 | 20 | 7  | 9  | 67 | 33  | +34 |
| [ 16 ] | 4.   | Rangers    | 38 | 36 | 13 | 12 | 11 | 47 | 38  | +9  |
|        | 5.   | St. Mirren | 38 | 36 | 17 | 4  | 15 | 51 | 56  | -5  |
|        | 6.   | Dundee     | 37 | 36 | 15 | 7  | 14 | 48 | 50  | -2  |
|        | 7.   | Hearts     | 31 | 36 | 13 | 5  | 18 | 47 | 64  | -17 |
|        | 8.   | Hibernian  | 27 | 36 | 10 | 7  | 19 | 38 | 61  | -23 |
|        | 9.   | Dumbarton  | 19 | 36 | 6  | 7  | 23 | 29 | 64  | -35 |
|        | 10.  | Morton     | 12 | 36 | 5  | 2  | 29 | 29 | 100 | -71 |

Legenda:
      Campione di Scozia e qualificata in Coppa dei Campioni 1985-1986.
      Qualificata alla Coppa delle Coppe 1985-1986.
      Qualificata alla Coppa UEFA 1985-1986.
      Retrocesso in Scottish First Division 1985-1986.
Regolamento:
Due punti a vittoria, uno a pareggio, zero a sconfitta.
A parità di punti, le posizioni in classifica venivano determinate sulla base della differenza reti.

## Statistiche

### Squadre

#### Capoliste solitarie
|    | —— | ——       | ——       | ——       | ——       | ——       | ——       | ——       | ——       | ——       | ——  | ——       | ——       | ——       | ——       | ——       | ——       | ——       | ——       | ——       | ——       | ——       | ——       | ——       | ——       | ——       | ——       | ——       | ——       | ——       | ——       | ——       | ——       | ——       | ——       | —— |  |
|    |    | Aberdeen | Aberdeen | Aberdeen | Aberdeen | Aberdeen | Aberdeen | Aberdeen | Aberdeen | Aberdeen |     | Aberdeen | Aberdeen | Aberdeen | Aberdeen | Aberdeen | Aberdeen | Aberdeen | Aberdeen | Aberdeen | Aberdeen | Aberdeen | Aberdeen | Aberdeen | Aberdeen | Aberdeen | Aberdeen | Aberdeen | Aberdeen | Aberdeen | Aberdeen | Aberdeen | Aberdeen | Aberdeen | Aberdeen |    |  |
|    |    |          |          |          |          |          |          |          |          |          |     |          |          |          |          |          |          |          |          |          |          |          |          |          |          |          |          |          |          |          |          |          |          |          |          |    |  |
|    |    |          |          |          |          |          |          |          |          |          |     |          |          |          |          |          |          |          |          |          |          |          |          |          |          |          |          |          |          |          |          |          |          |          |          |    |  |
| 1ª | 2ª | 3ª       | 4ª       | 5ª       | 6ª       | 7ª       | 8ª       | 9ª       | 10ª      | 11ª      | 12ª | 13ª      | 14ª      | 15ª      | 16ª      | 17ª      | 18ª      | 19ª      | 20ª      | 21ª      | 22ª      | 23ª      | 24ª      | 25ª      | 26ª      | 27ª      | 28ª      | 29ª      | 30ª      | 31ª      | 32ª      | 33ª      | 34ª      | 35ª      | 36ª      |    |  |